# بروسار
بروسارد (به فرانسوی: Brossard) شهرکی در ناحیه مونترژی در استان کبک کانادا است. در سرشماری سال ۲۰۱۱ این شهرک ۷۱٬۳۷۲ نفر جمعیت داشته‌است و مساحت آن ۴۴٫۷۷ کیلومتر مربع است.